# Desisa variegata
Desisa variegata là một loài bọ cánh cứng trong họ Cerambycidae.